# 2-Octanol
2-Octanol ist eine chemische Verbindung aus der Gruppe der Alkohole. Es ist zugleich ein chiraler sekundärer Alkohol.

## Isomere
Wenn in diesem Artikel oder in der wissenschaftlichen Literatur „2-Octanol“ ohne Präfix erwähnt wird, ist das Racemat (±)-2-Octanol [Synonym: (RS)-2-Octanol] gemeint, ein 1:1-Gemisch von (R)-2-Octanol und (S)-2-Octanol.
Neben dem 2-Octanol existieren Strukturisomere von Octanol, und zwar 1-Octanol, 3-Octanol und 4-Octanol.

## Vorkommen
2-Octanol kommt natürlich in Geranienöl, Minze, Lavendel, Garten-Senfrauke (Eruca sativa), Rooibos (Aspalathus linearis), Buchweizen (Fagopyrum esculentum), Ingwer (Zingiber officinale), Mais (Zea mays) und Frucht-Salbei (Salvia dorisiana) vor.

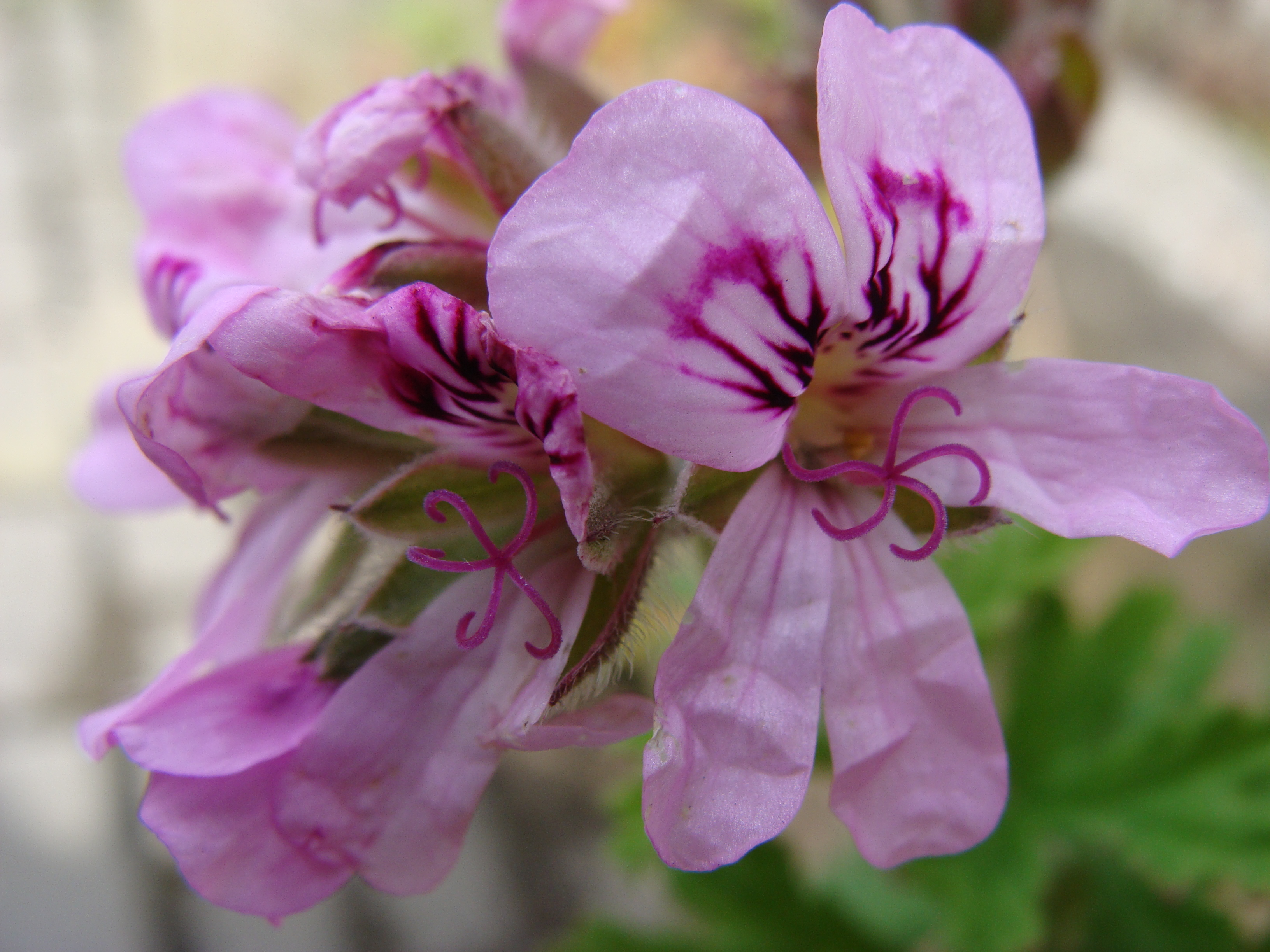
Geranie
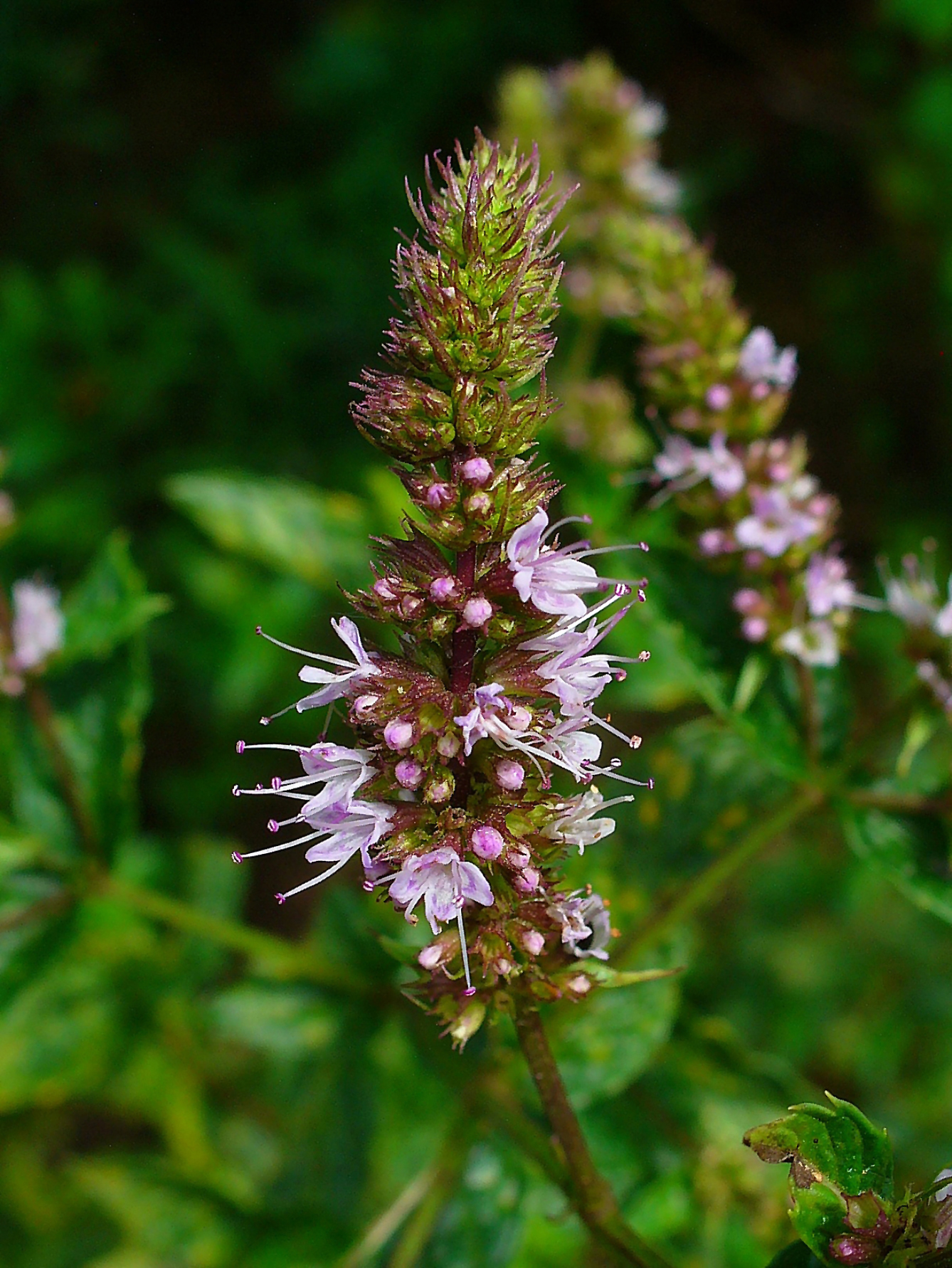
Grüne Minze
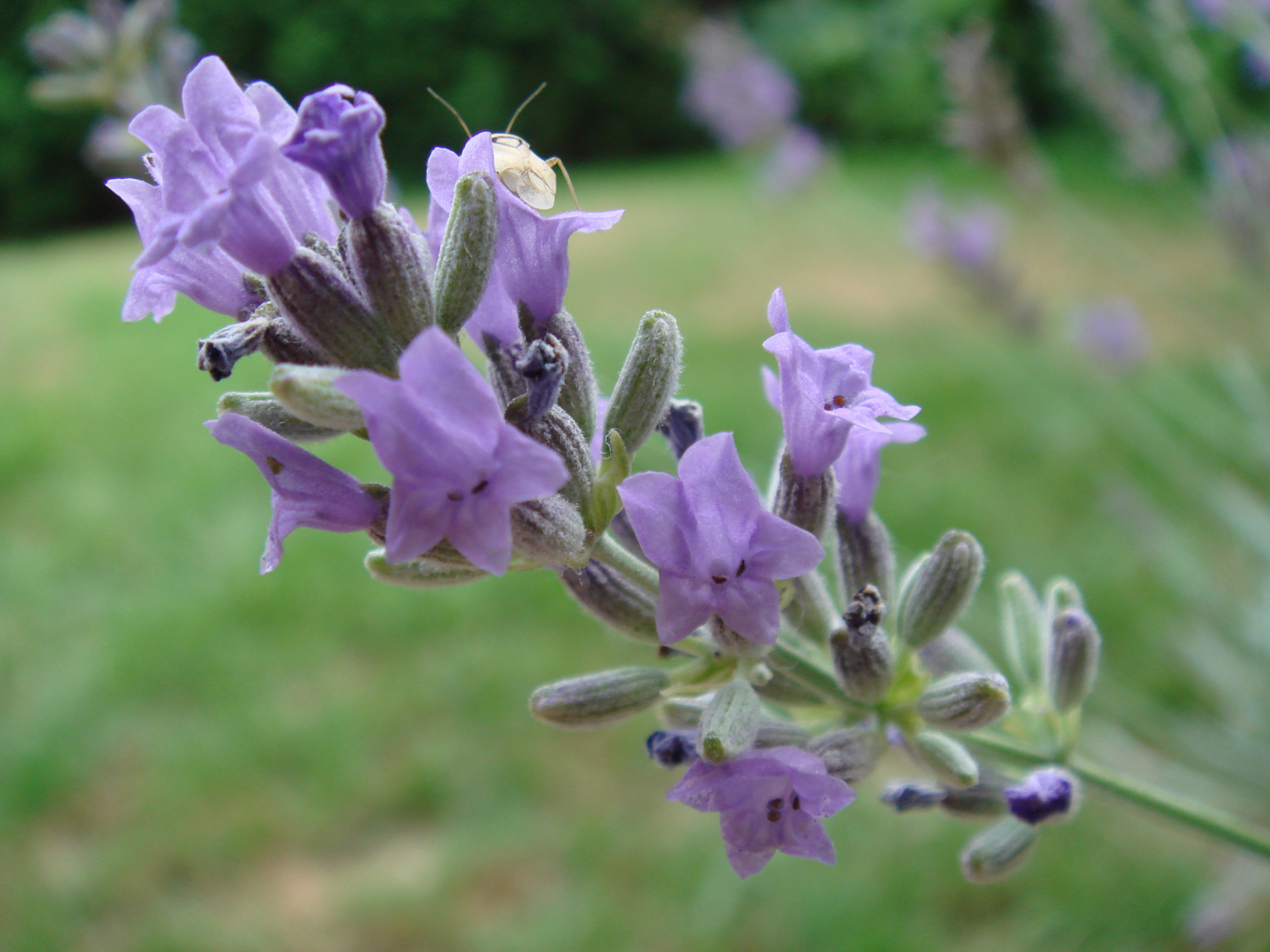
Lavendel

## Gewinnung und Darstellung
2-Octanol kann durch alkalische Hydrolyse von Rizinusöl zu Natriumrizinolat und anschließende Pyrolyse gewonnen werden, wobei auch 2-Octanon und Wasserstoff entstehen. Dadurch enthält das technische Produkt etwa 15 % 2-Octanon.
Es kann auch durch eine Grignard-Reaktion von Ethylmagnesiumbromid und Hexanal oder Hexylmagnesiumbromid mit Acetaldehyd hergestellt werden.

## Eigenschaften
2-Octanol ist eine brennbare, schwer entzündbare, wenig flüchtige, farblose Flüssigkeit mit aromatischem Geruch, die schwer löslich in Wasser ist. Sie kann mit Säuren und einem geeigneten Katalysator verestert, zu Ketonen oxidiert und zu Olefinen dehydratisiert werden.

## Biologische Bedeutung
Neben 1-Octanol und Isoamylacetat (Essigsäureisopentylester) ist 2-Octanol ein Alarmpheromon der Honigbiene.

## Verwendung
2-Octanol wird in Aromen, Farben und Beschichtungen, Antischaummitteln, als schwerflüchtiges Lösungsmittel, in Schmierstoffen, Kraftstoffen, Farben und Lacken verwendet. Es wird als Entschäumer in Benetzungsmitteln eingesetzt und ist ein Zwischenprodukt bei der Herstellung von Tensiden, kosmetischen Emolliens und Weichmachern. Ferner wird es auch als Edukt in der Synthese von pharmazeutischen Verbindungen und Piperin-Derivate eingesetzt. Zusätzlich wird es als Alternative von 2-Ethylhexanol eingeschätzt.

## Sicherheitshinweise
Die Dämpfe von 2-Octanol können mit Luft ein explosionsfähiges Gemisch (Flammpunkt 71 °C, Zündtemperatur 265 °C) bilden.